# Ghilassa
Pour les articles homonymes, voir Ghilas.
Ghilassa est une commune de la wilaya de Bordj-Bou-Arreridj en Algérie.